# Verzorgingsplaats De Kroon
Verzorgingsplaats De Kroon is een Nederlandse verzorgingsplaats, gelegen aan de westzijde van A27 Almere-Breda ter hoogte van afrit 28 in de gemeente Nieuwegein.
Op de verzorgingsplaats is een tankstation van Shell. Daarnaast is er ook een Burger King en was er een horecagelegenheid van La Place (tot 2017 AC Restaurants) die als gevolg van de Coronacrisis in 2020 gesloten is.
De verzorgingsplaats wordt door middel van een voetgangersviaduct verbonden met verzorgingsplaats De Knoest.
Op de parkeerplaats zijn waarschuwingslichten aanwezig die het uiteinde van de verzorgingsplaats kunnen afsluiten voor voetgangers. Deze waarschuwingslichten zijn geplaatst omdat direct naast de parkeerplaats een windturbine staat. In de winter kan ijsvorming ontstaan op de wieken van de windturbine en naar beneden vallen. De waarschuwingslichten branden alleen wanneer dit gevaar op kan treden.
Richting Almere:
Kalix Berna · 
De Keizer · 
Blommendaal · 
De Knoest · 
Voordaan · 
Eemakker
Richting Breda:
't Veentje · 
Nijpoort · 
De Kroon · 
Scheiwijk · 
Hank · 
Galgeveld